# Битка на реци Восми (1607)
Битка на реци Восми (1607) била је део устанка Болотњикова у Русији.

## Увод
Везивање сељака за земљу у Русији крајем 16. века, велика глад 1601-1603. као и безвлашће и пољска интервенција после смрти Бориса Годунова 1605. довели су до стихијског устанка сељака на југу Русије 1606.Смрт Лажног Димитрија била окидач, и легални изговор, за масовну побуну свих слојева у Русији: како међу поробљеним и гладним сељацима, тако и међу осиромашеном ситном властелом, незадовољном бољарским царем Василијем. Под вођством Ивана Болотњикова, војска састављена од сељака, козака и ситне властеле уништила је царску војску августа 1606. код Кроме, а затим поново у септембру код Калуге и Коломне и 7. октобра 1606. опсела Москву. Издана од племића, устаничка војска је 2. децембра потучена под Москвом и натерана да се повуче у Калугу, где је издржала тромесечну опсаду уз помоћ Запорошких козака Илејке Муромеца, "Лажног Петра", и у пролеће 1607. заузела Тулу.

## Битка
У Тули, Болотњиков је прикупио снаге устаника и, осетивши се довољно снажним, заједно са козацима "Лажног Петра" поново кренуо на Москву. По неким изворима са око 30.000 људи. У међувремену, цар Василије је прикупио знатне снаге (извори кажу до 100.000 људи) и кренуо 21. маја у сусрет устаничкој војсци. Прва битка, која је почела обостраном артиљеријском ватром, вођена је 5-7. јуна на реци Восми (око 100 km североисточно од Туле). Надмоћније снаге цара однеле су победу, а устаници су се повукли према Тули и организовали одбрану на реци Вороњи, у непосредној близини града. У бици 12-14.јуна на Вороњи победа је опет припала надмоћнијој царској војсци.

## Последице
Око 10.000 преживелих устаника затворило се у Тулу, која је освојена након 4 месеца опсаде.